# Åsa-Britt Karlsson
Carin Åsa-Britt Karlsson, född 6 juli 1957 i Klockrike församling, Östergötlands län, är en svensk ämbetsman. Hon var generaldirektör för Statens geotekniska institut (SGI) mellan 2012 och 2021. Sedan hösten 2021 är hon senior klimatexpert på den gröna tankesmedjan Fores. Under perioden 2023-2026 är Karlsson ordförande i Nationella expertrådet för klimatanpassning, utnämnd av regeringen.

## Biografi
Karlsson är utbildad socionom vid Socialhögskolan i Örebro. Hon tjänstgjorde inom socialförvaltningen i Linköpings kommun från 1980 och var förste socialsekreterare 1988–1989. Hon var förbundssekreterare för Centerpartiets ungdomsförbund 1986–1988, kommunal sekreterare i Centerpartiet 1989–1991, kanslichef för partiets riksdagskansli 1991–2004 samt ställföreträdande partisekreterare och kanslichef för dess riksorganisation 1998–2004. Hon var kanslichef på Presstödsnämnden 2004–2006 och blev efter den borgerliga valsegern 2006 statssekreterare hos miljöminister Andreas Carlgren på Miljödepartementet. Hon avgick från denna befattning i samband med Carlgrens avgång 2011. 
Karlsson är särskild ledamot i kommunalbesvär vid Kammarrätten i Jönköping och har varit ersättare i Norrköpings Visualiseringscenters styrelse. Hon har varit ledamot i SMHI:s Insynsråd, ensamutredare av den Statliga folkrörelsepolitiken, styrelseledamot i Södermanlands Nyheter och Hudiksvalls tryckeriaktiebolags styrelser samt politiskt aktiv bland annat i kommunfullmäktige och kommunstyrelsen i Motala och Linköping.
Karlsson utsågs i juli 2018 till utredare med uppgift att föreslå en strategi för hur Sverige ska nå negativa utsläpp av växthusgaser efter 2045, Dir 2018:70. I januari 2020 överlämnades utredningen Vägen till en klimatpositiv framtid, SOU 2020:4 till regeringen.